# Anna Kournikova's Smash Court Tennis
Anna Kournikova's Smash Court Tennis (Smash Court 2 in Giappone) è un videogioco sportivo di tennis, incentrato sulla tennista russa Anna Kurnikova. È stato prodotto da Namco per PlayStation e distribuito originariamente dalla stessa software house giapponese il 12 novembre 1998.

## Modalità di gioco
Nel videogioco, oltre a diverse personalità del tennis, sono presenti vari personaggi Namco, tra cui Richard Miller e Sherudo Garo di Time Crisis, Heihachi Mishima, Yoshimitsu e Eddy Gordo di Tekken 3, Pac-Man e Reiko Nagase di R4: Ridge Racer Type 4.